# شلختا

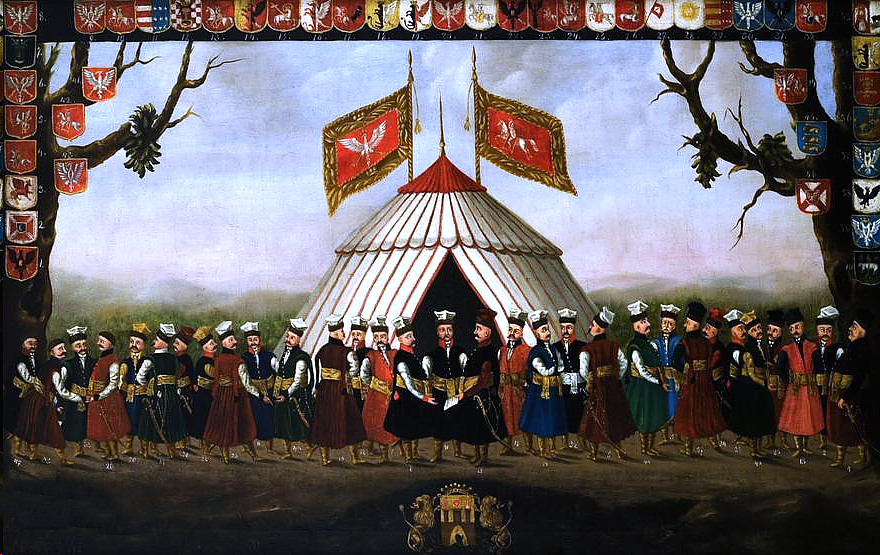
شِلَختاها در لباس رسمی وابستگی: پادشاهی لهستان، دوک‌نشین بزرگ لیتوانی و مشترک‌المنافع لهستان–لیتوانی در سده‌های ۱۷ و ۱۸.

شِلَختا ([ˈʂlaxta] ()، یا نجابت (به لهستانی: Szlachta polska)، یک طبقهٔ اجتماعی رسمی و قانونی نجیب‌زادگی ممتاز با ریشه در پادشاهی لهستان بود. این طبقهٔ اجتماعی امتیازات نهادی قابل توجهی بین سال‌های ۱۳۳۳ و ۱۳۷۰ در زمان سلطنت شاه کازیمیر کبیر به دست آورد: در ۱۴۱۳، پس از اجرای یک سری از اتحادهای شخصی آزمایشی بین قلمرو دوک‌نشین بزرگ لیتوانی و پادشاهی لهستان، اشراف موجود لیتوانی به‌طور رسمی به این طبقهٔ اجتماعی (کلاس) پیوستند. با تکامل و گسترش یافتن مشترک‌المنافع لهستان–لیتوانی (۱۵۶۹–۱۷۹۵)، عضویت در آن به رهبران وابسته به دوک‌نشین پروس، پودولی‌ها و روتنیایی‌ها گسترش یافت.
ریشه‌های شِلَختا پیوسته در ابهام و آمیخته و پوشیده با رمز و راز، و موضوع بسیاری از تئوری‌ها بوده‌است.
با تجزیه لهستان و از ۱۷۷۲ تا ۱۷۹۵ برای وابستگان به این طبقهٔ اجتماعی، آغاز از دست دادن امتیازات و موقعیت‌های اجتماعی بود. از آن زمان تا سال ۱۹۱۸، داشتن چنین امتیازاتی و نجابت و نجیب‌زادگی بسته به سیاست‌های روز سه قدرت امپراتوری روسیه، پادشاهی پروس، و امپراتوری هابسبورگ بود و امتیازات قانونی شلختا در جمهوری دوم لهستان به صورت قانونی در ماه مارس ۱۹۲۱ به کلی لغو گردید.

## نگارخانه

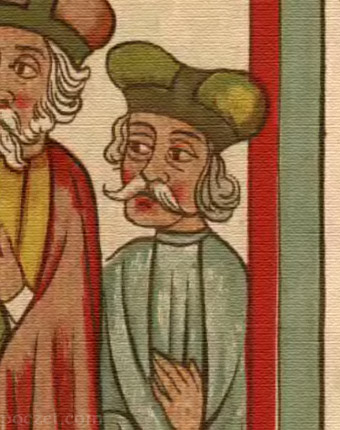
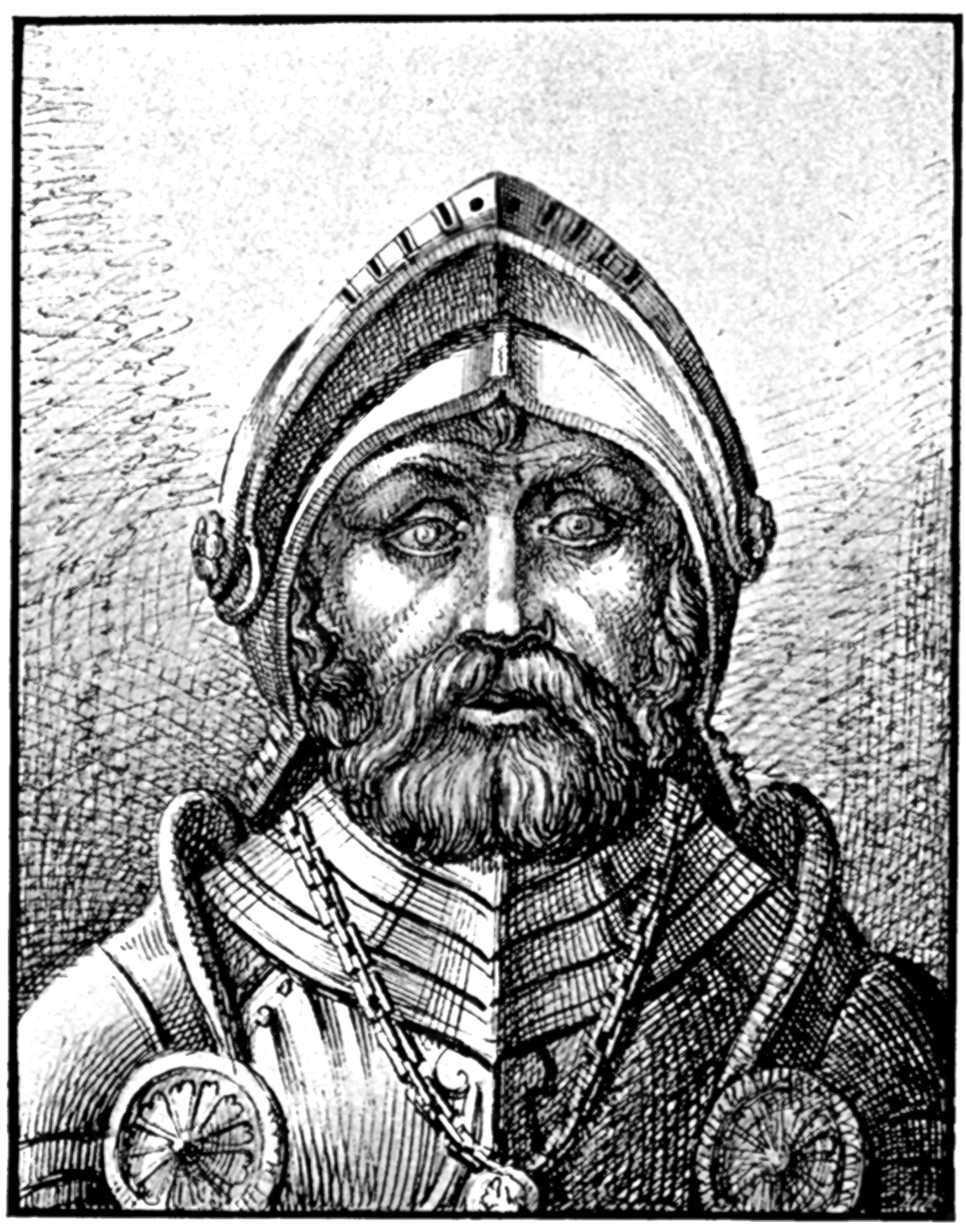
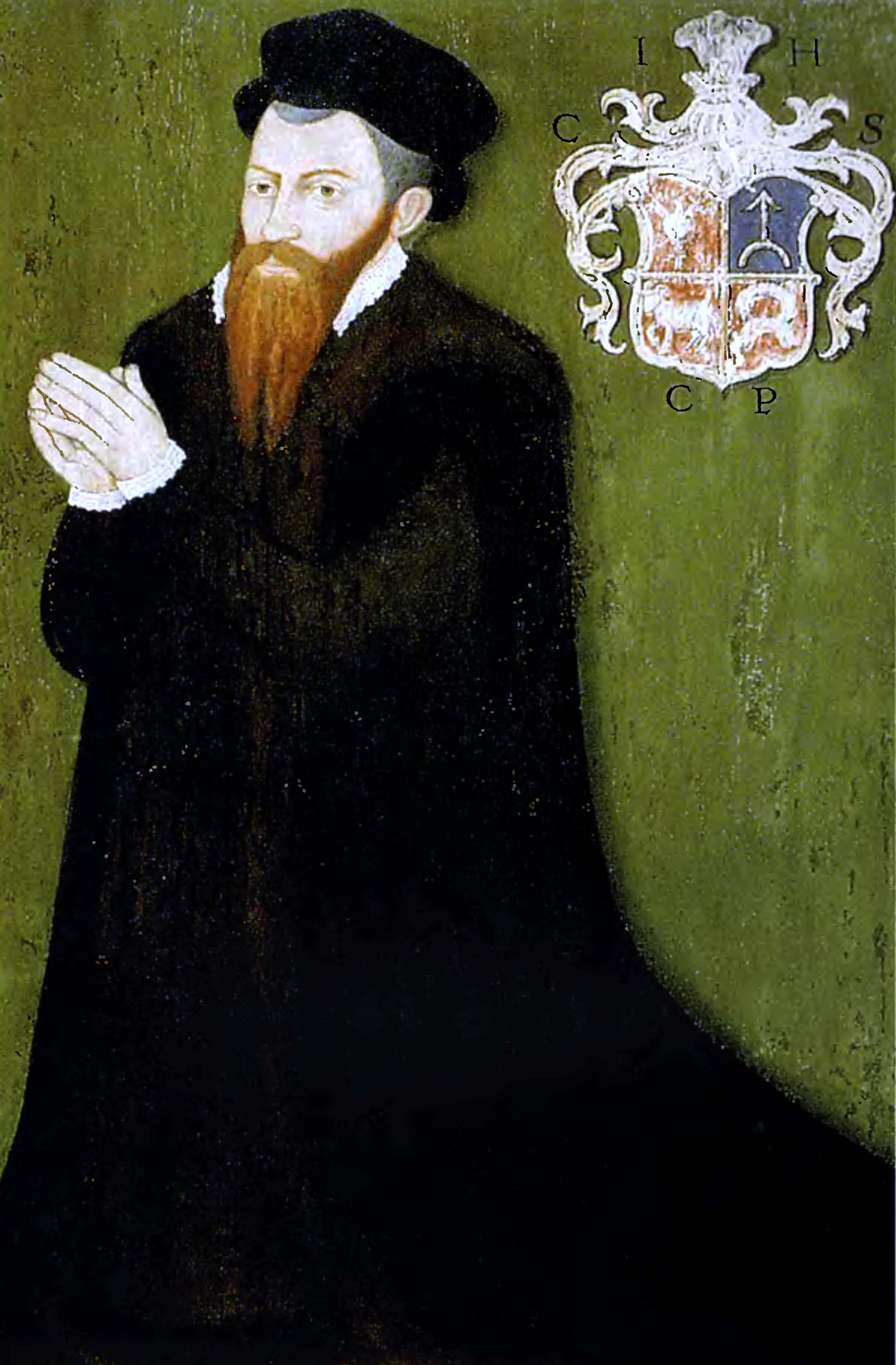
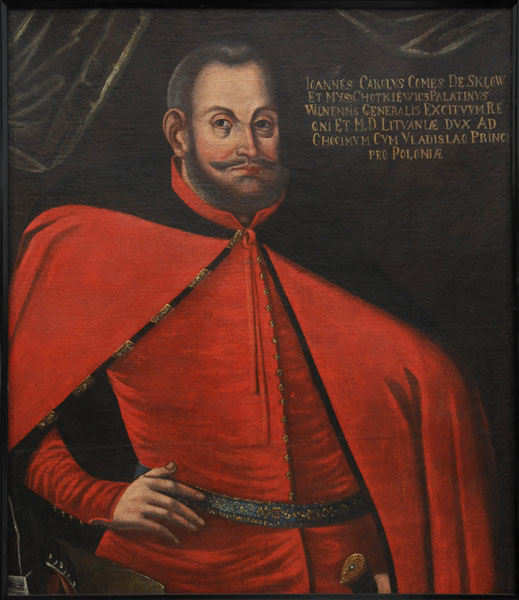
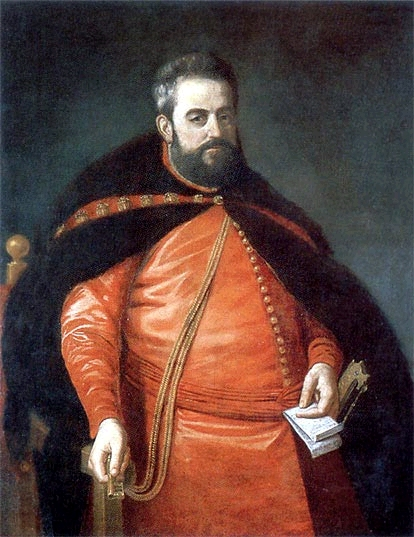
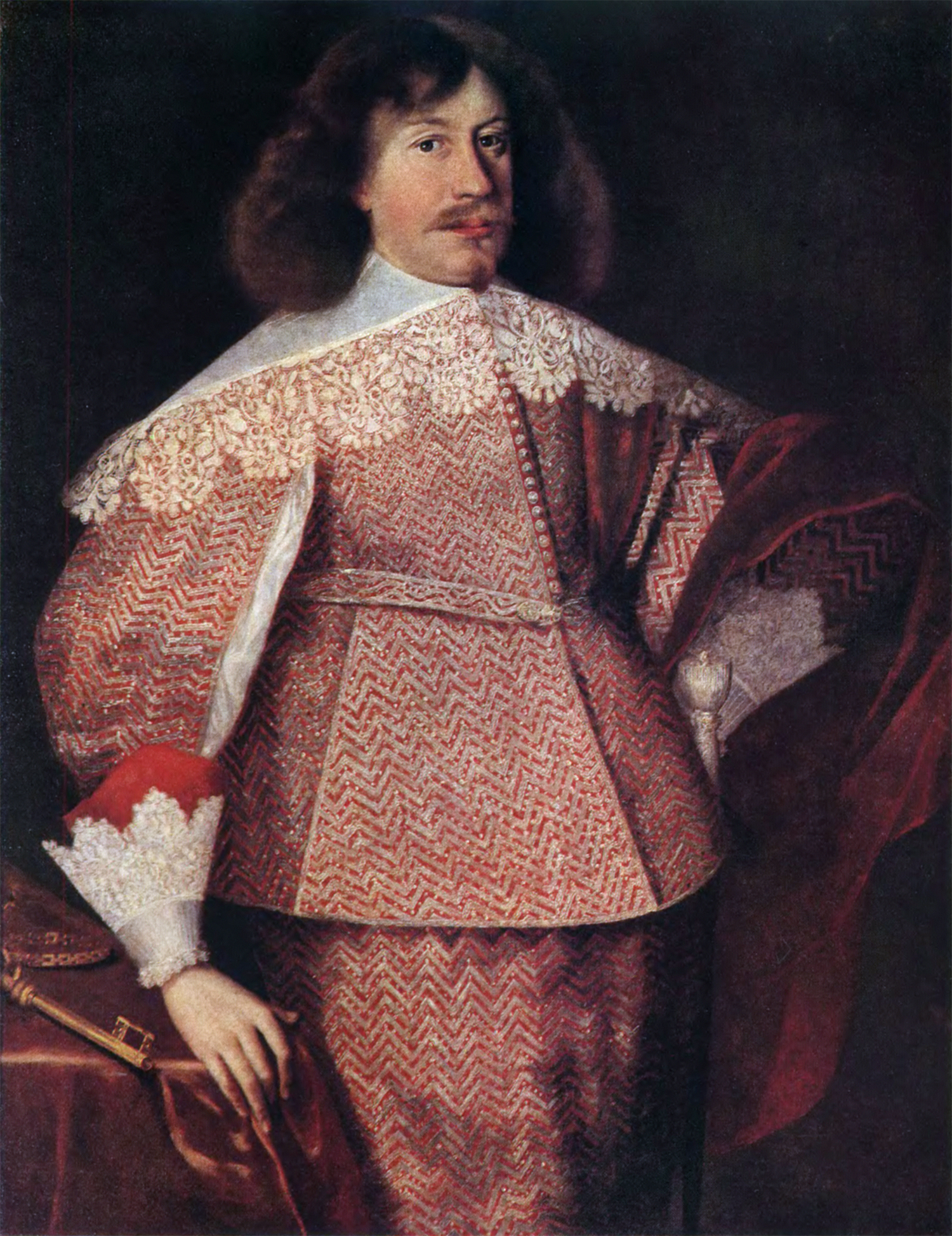
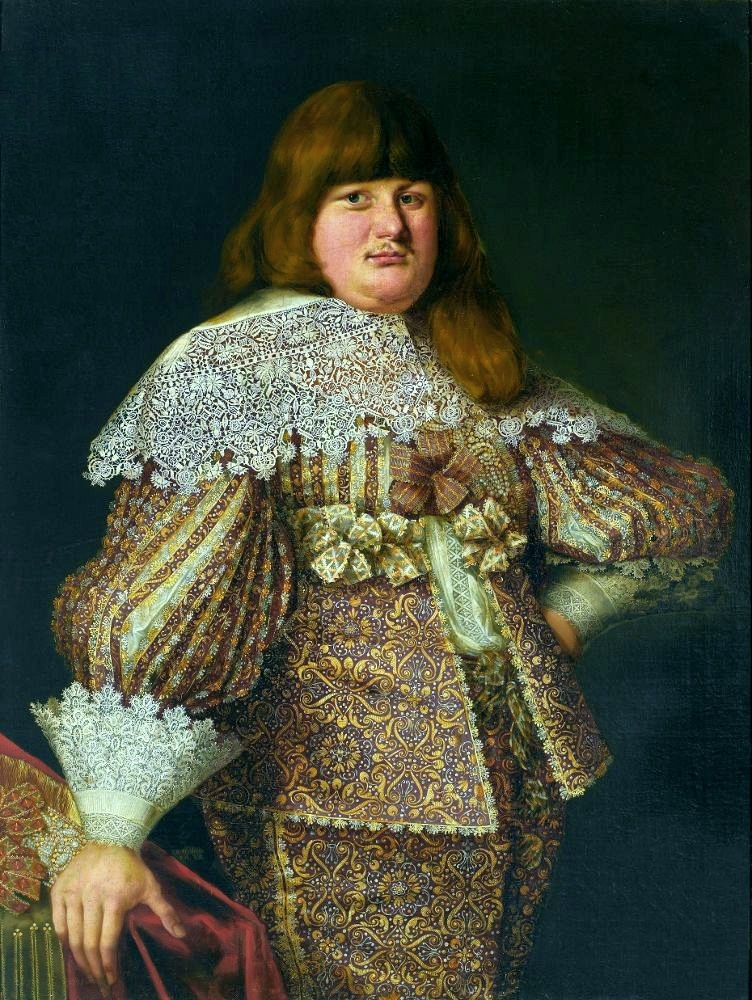
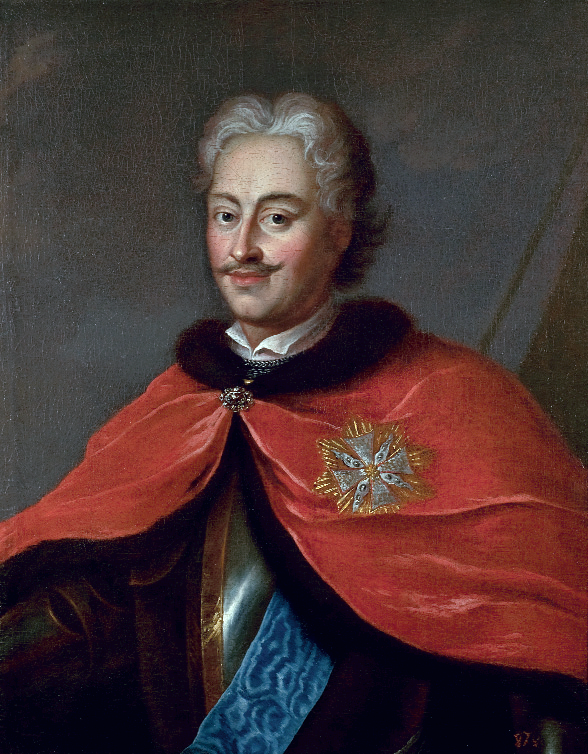
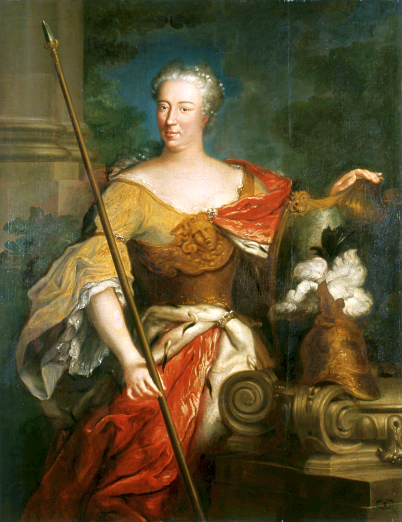
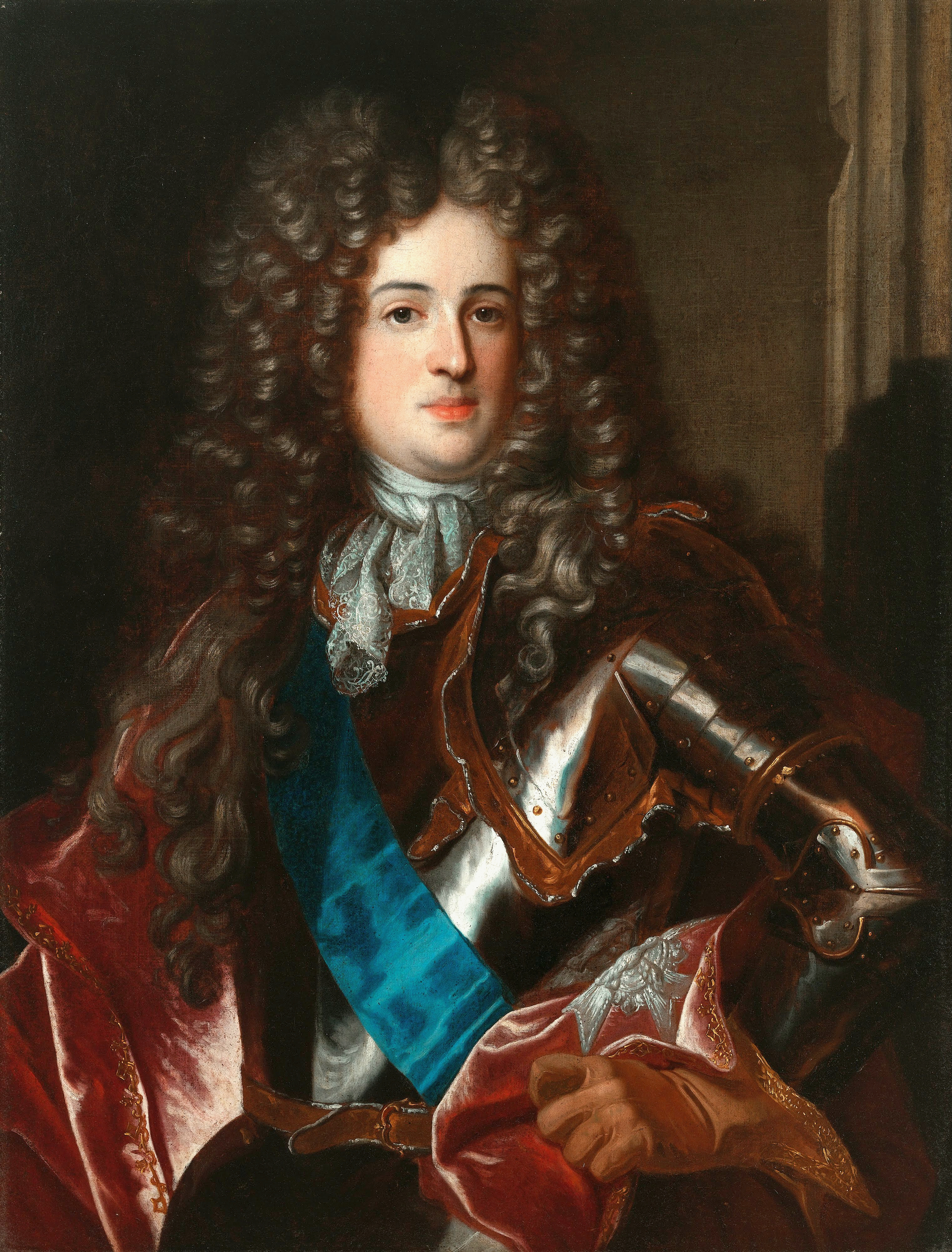
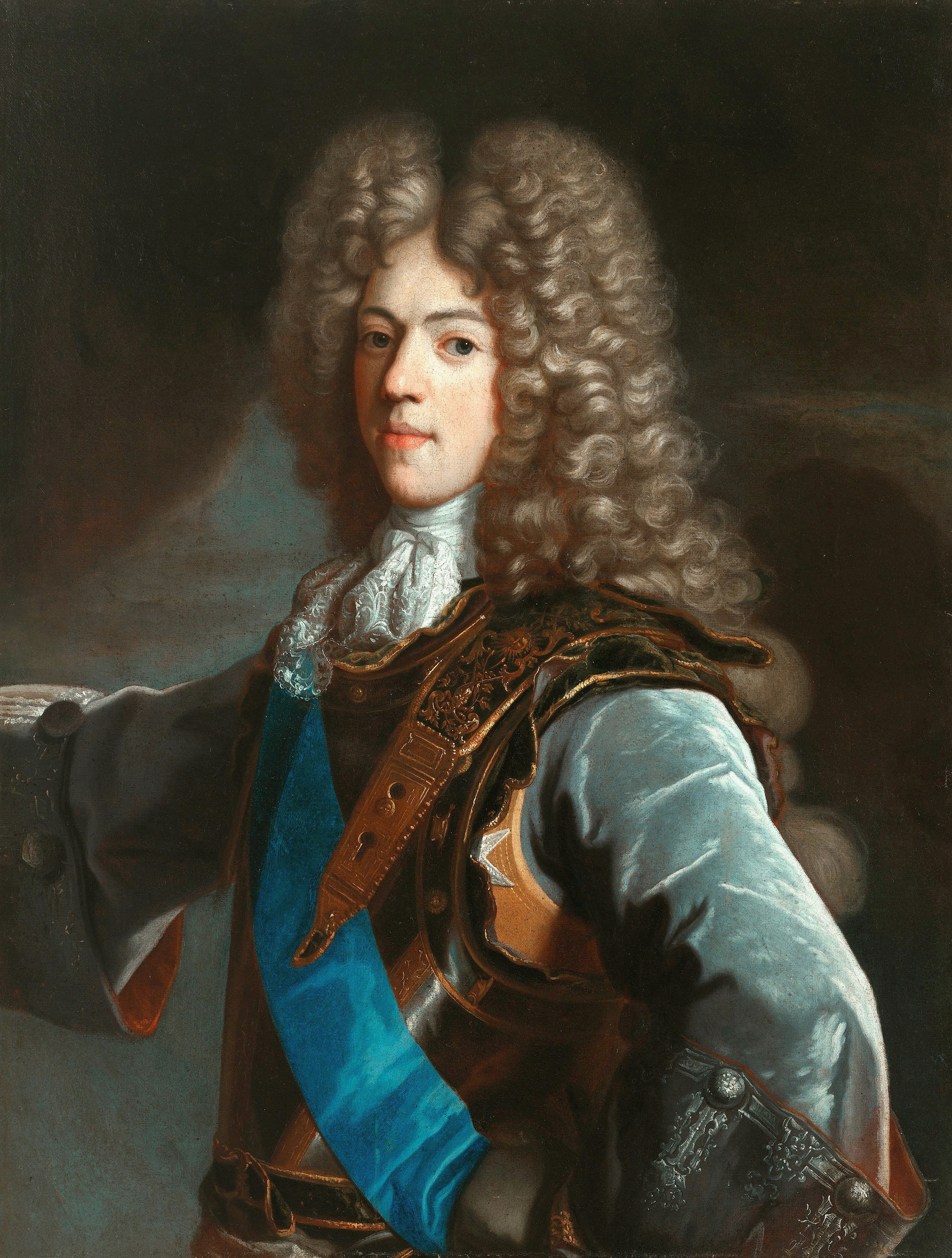
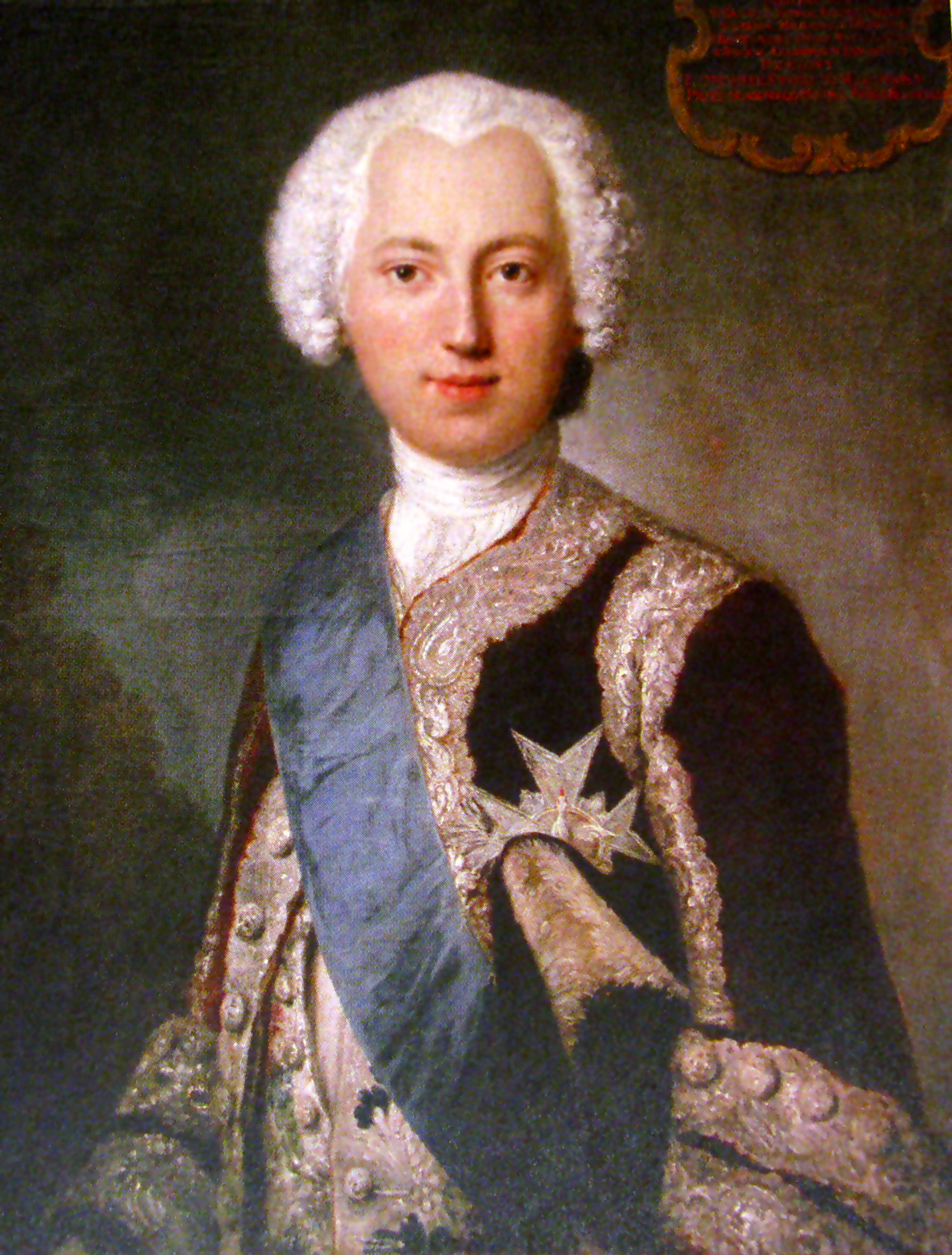
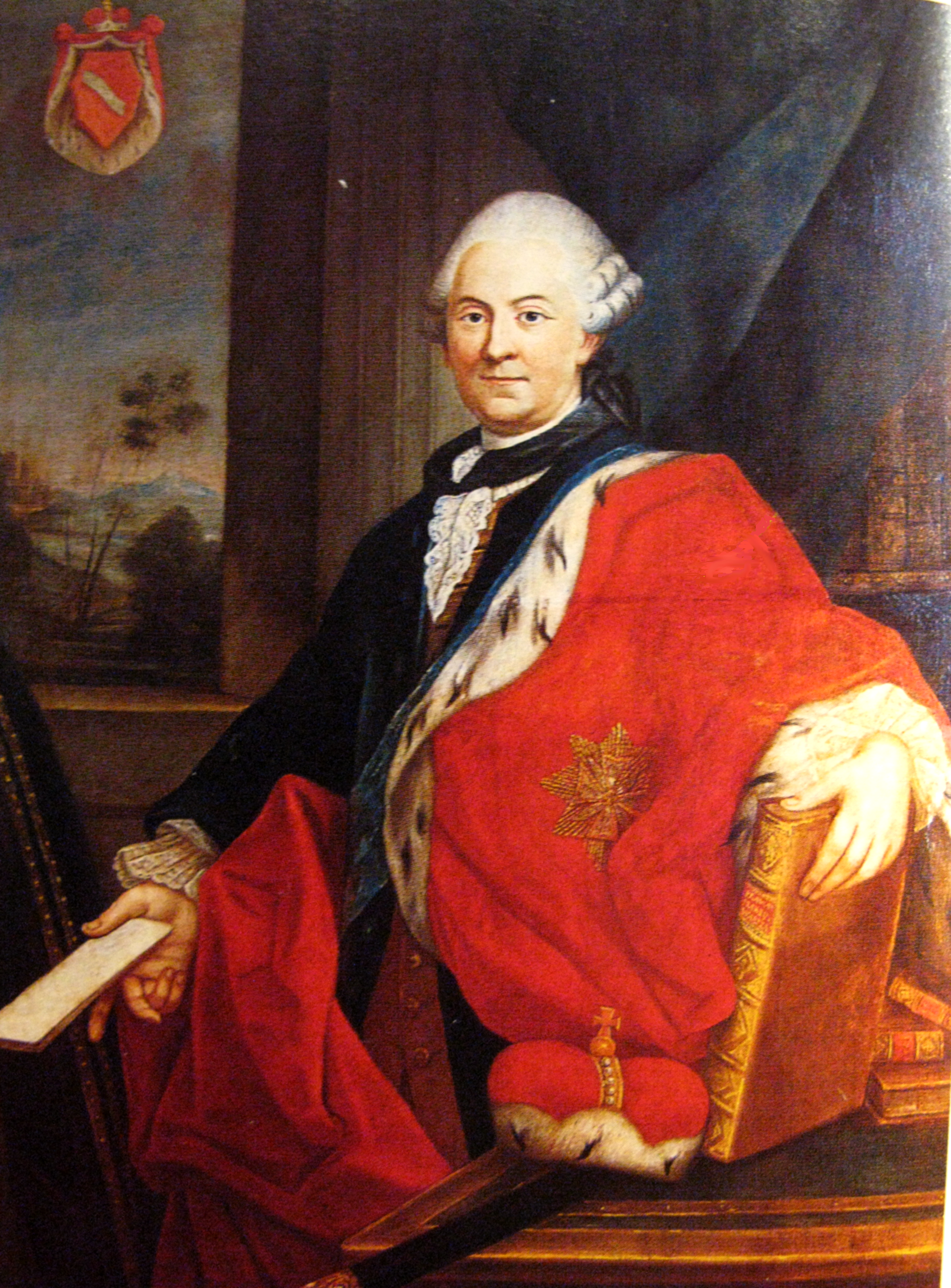
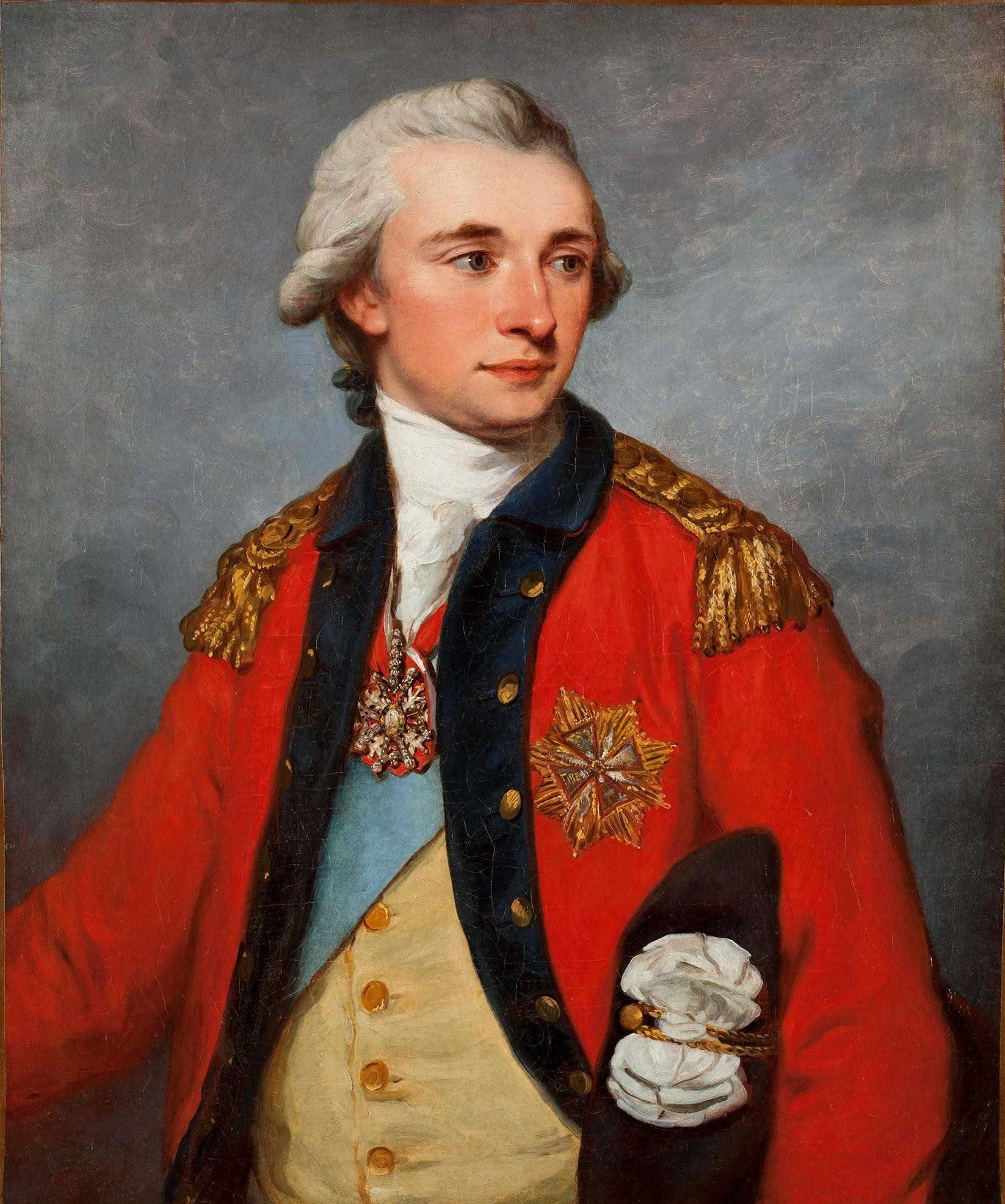
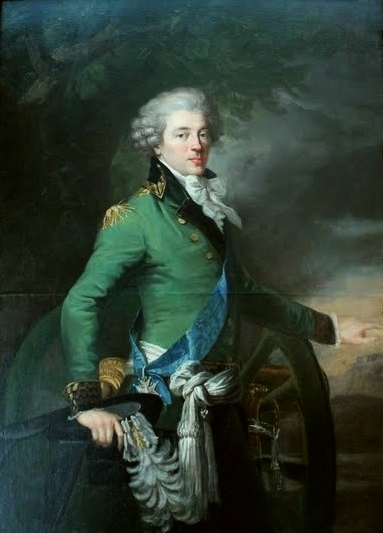
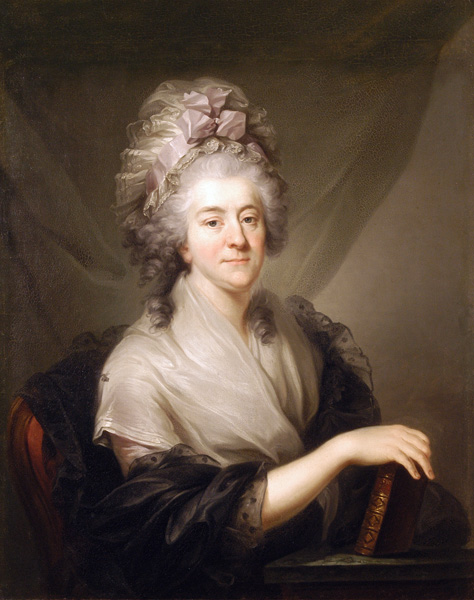
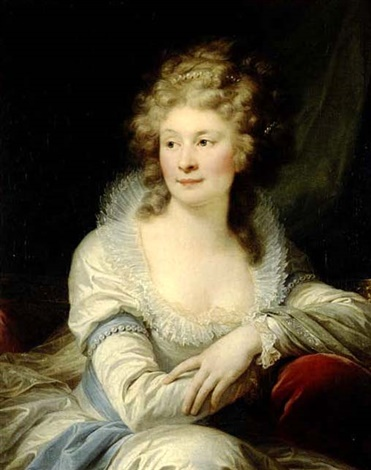
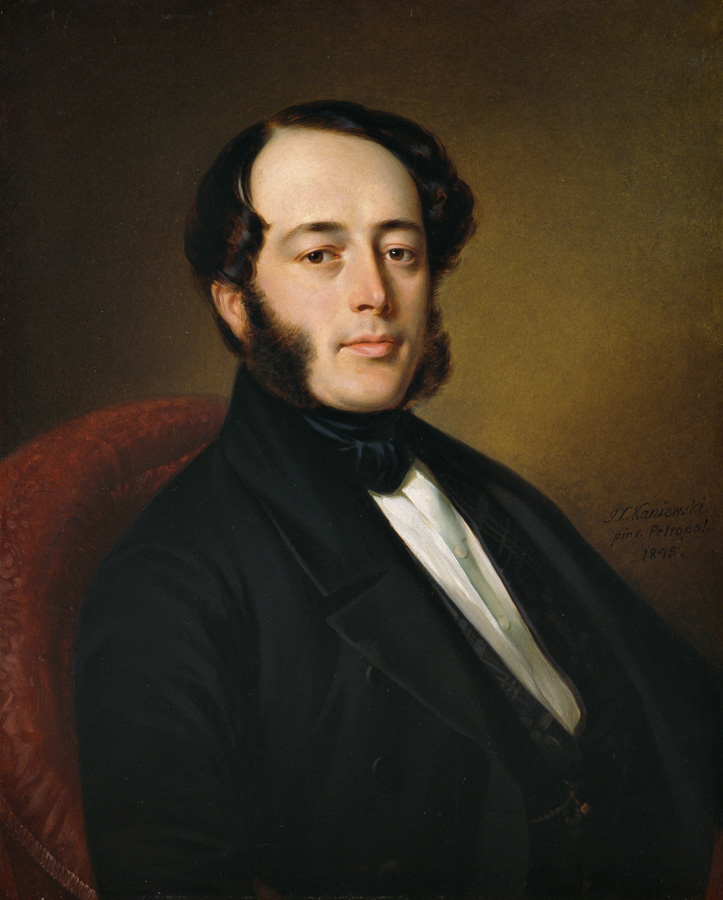
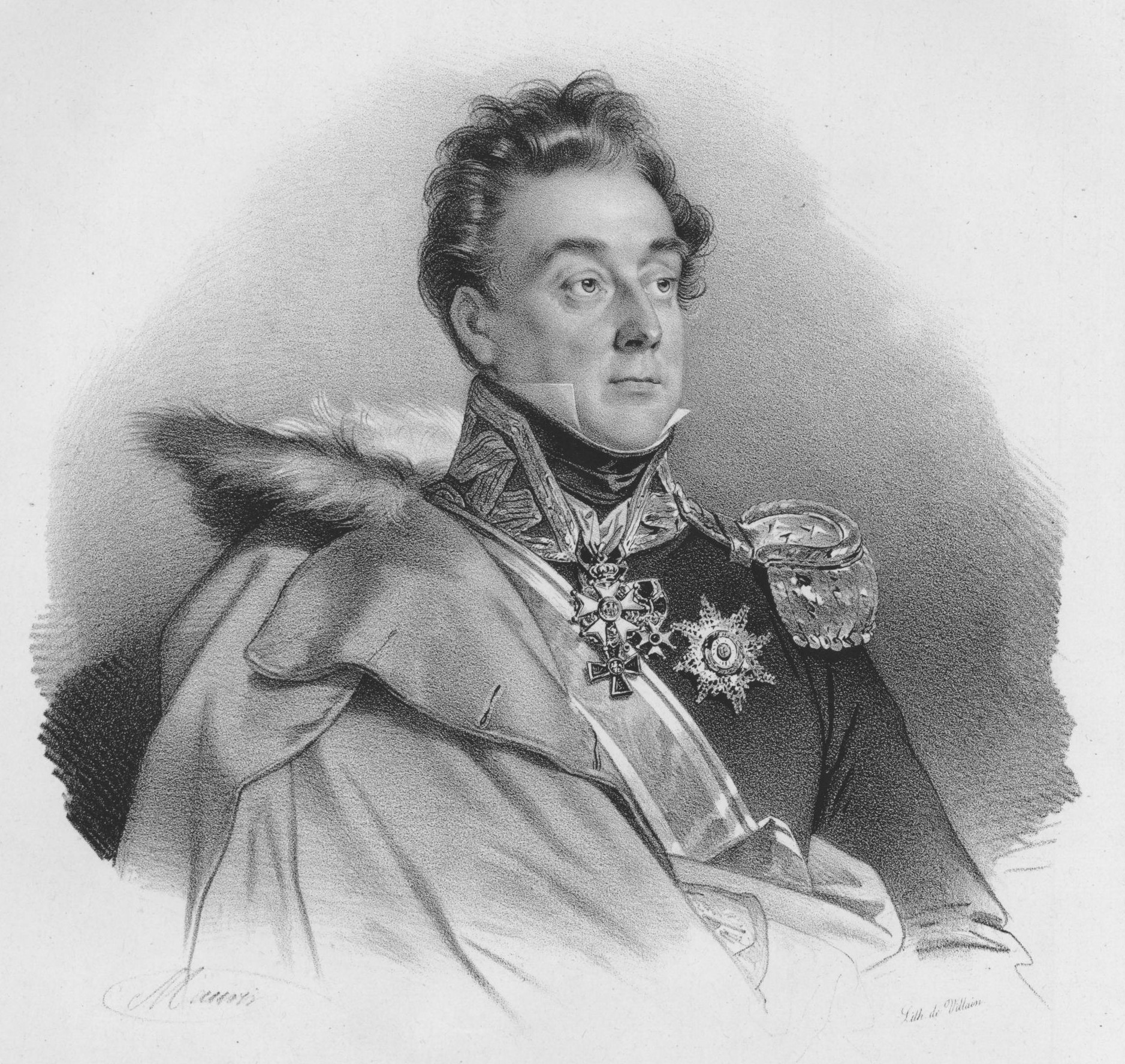
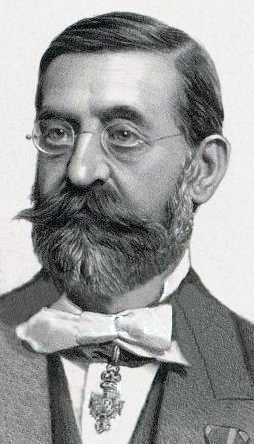
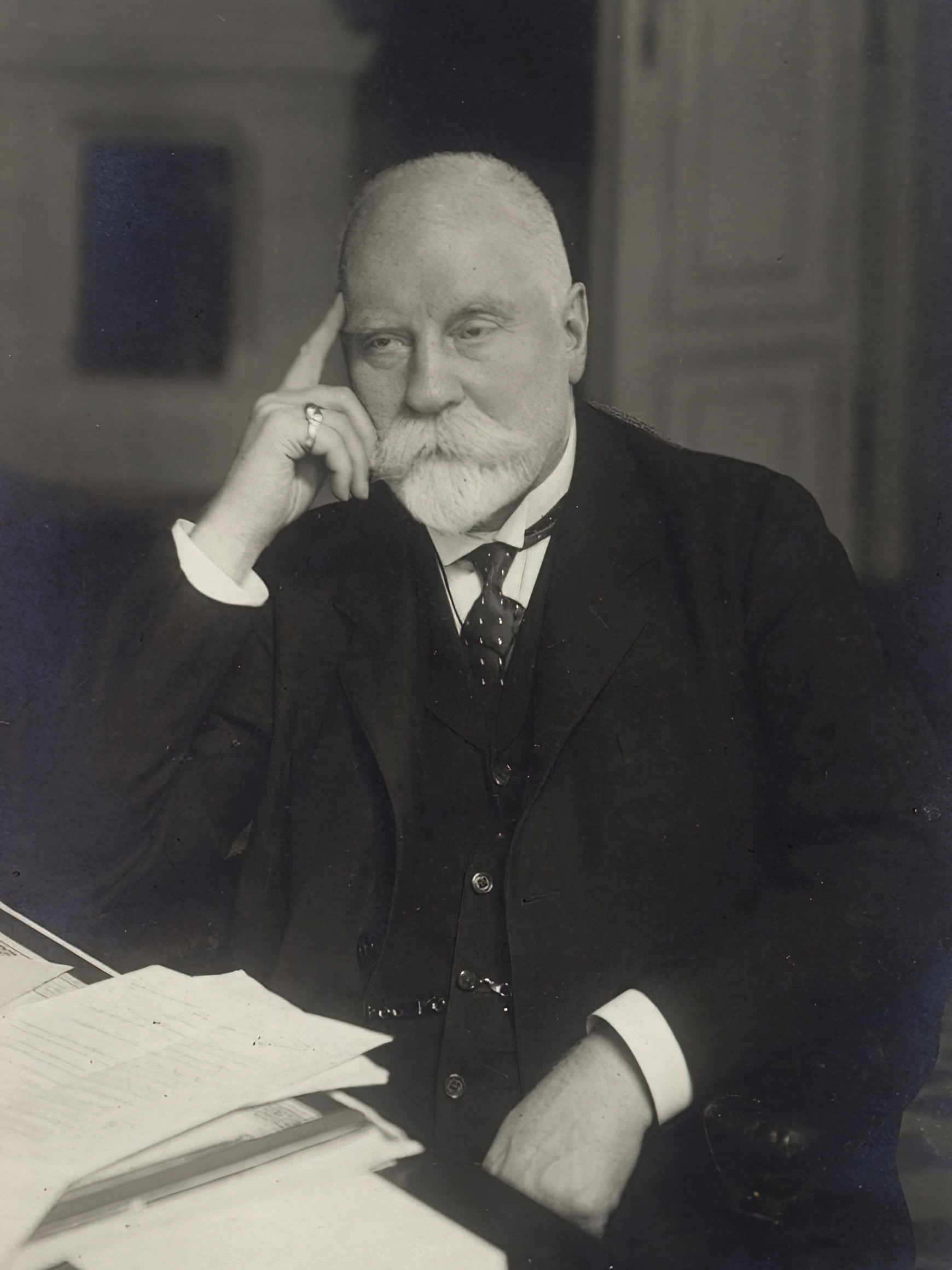
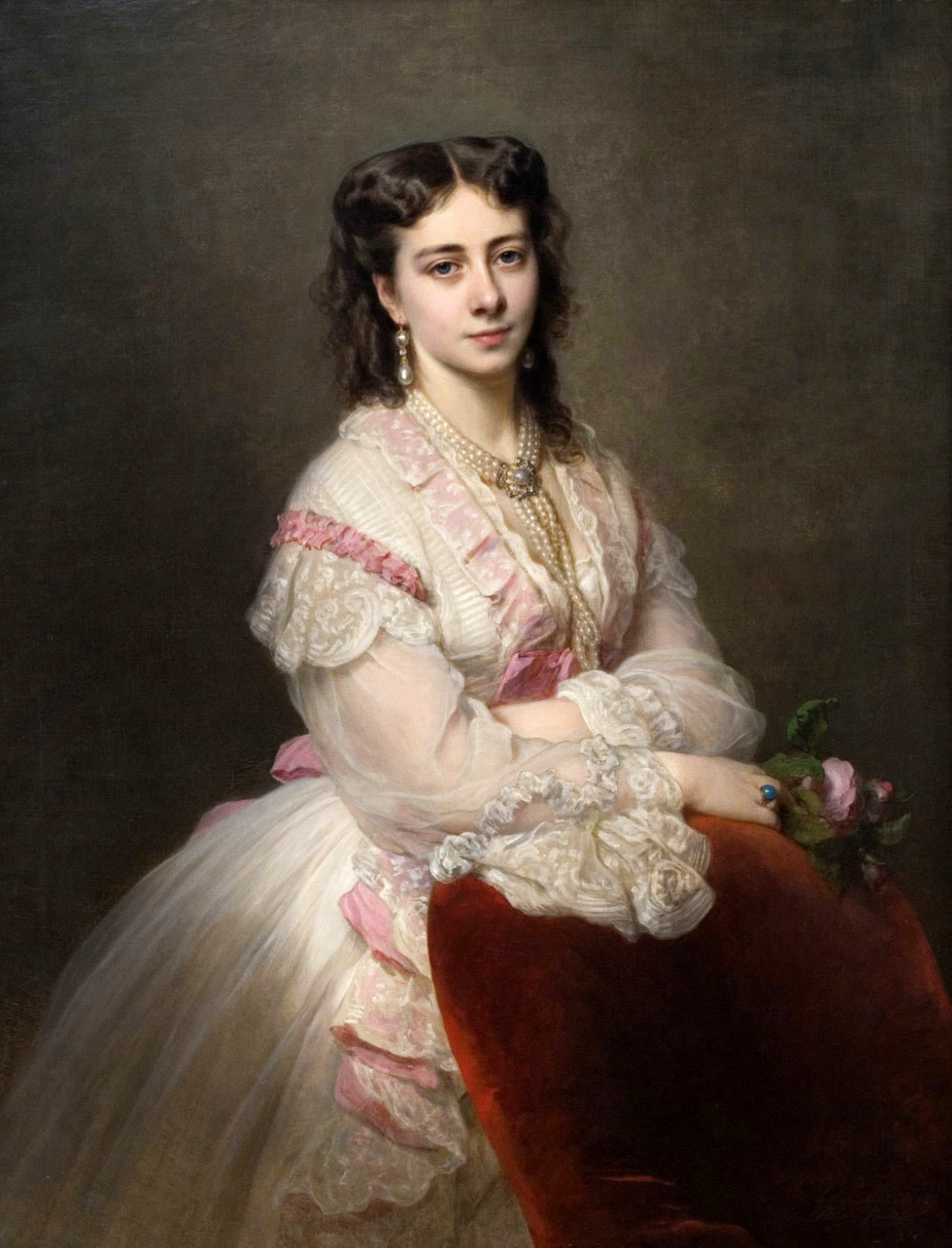
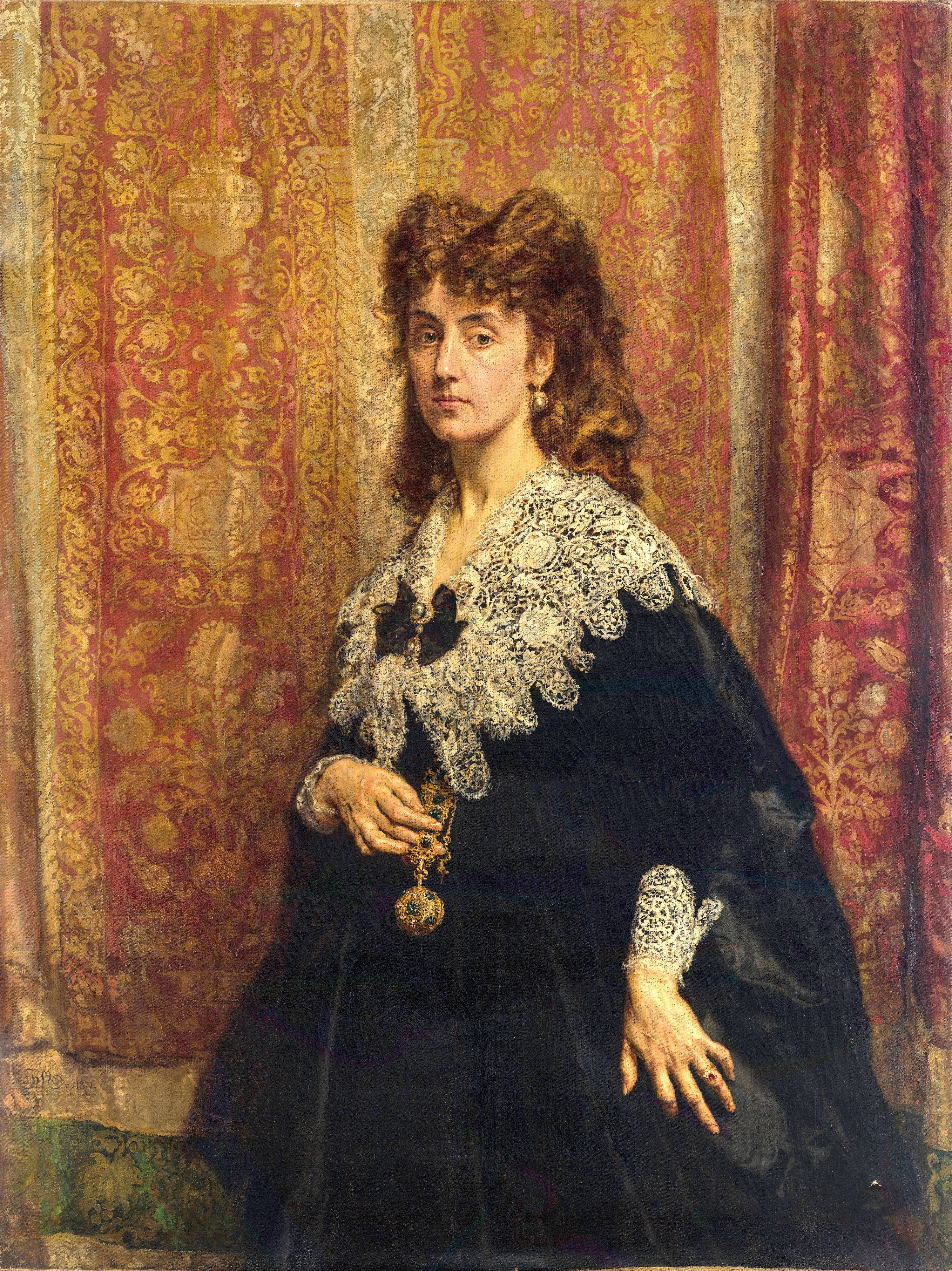
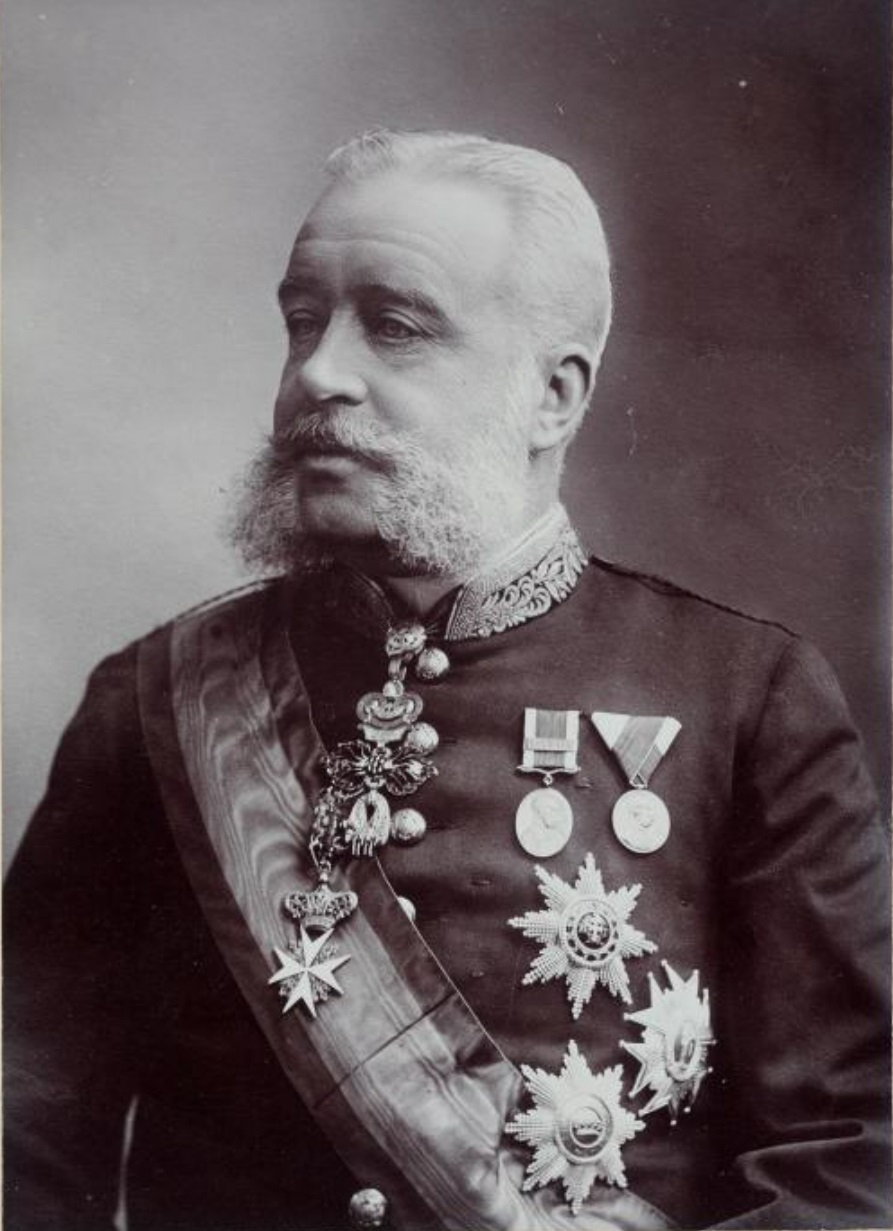
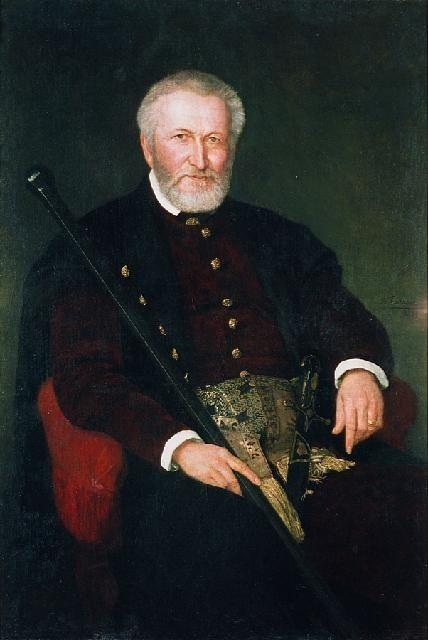
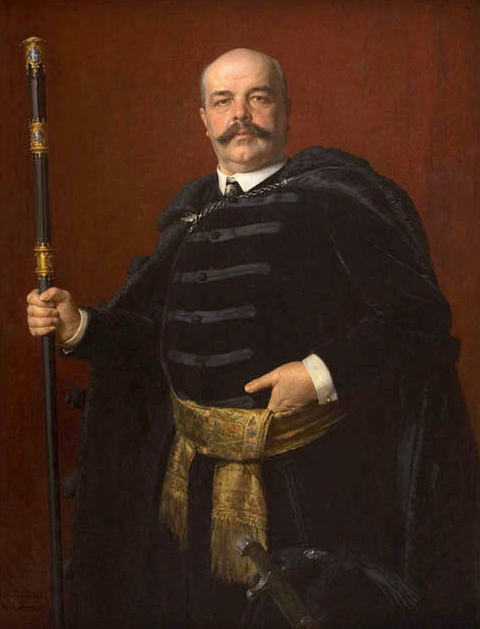
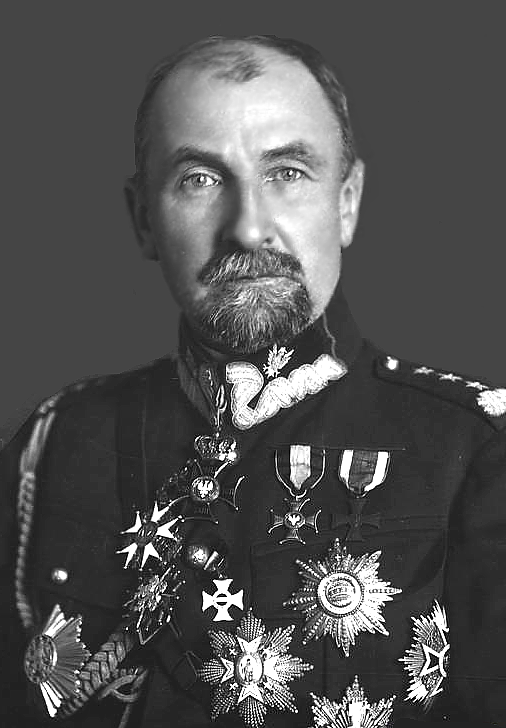
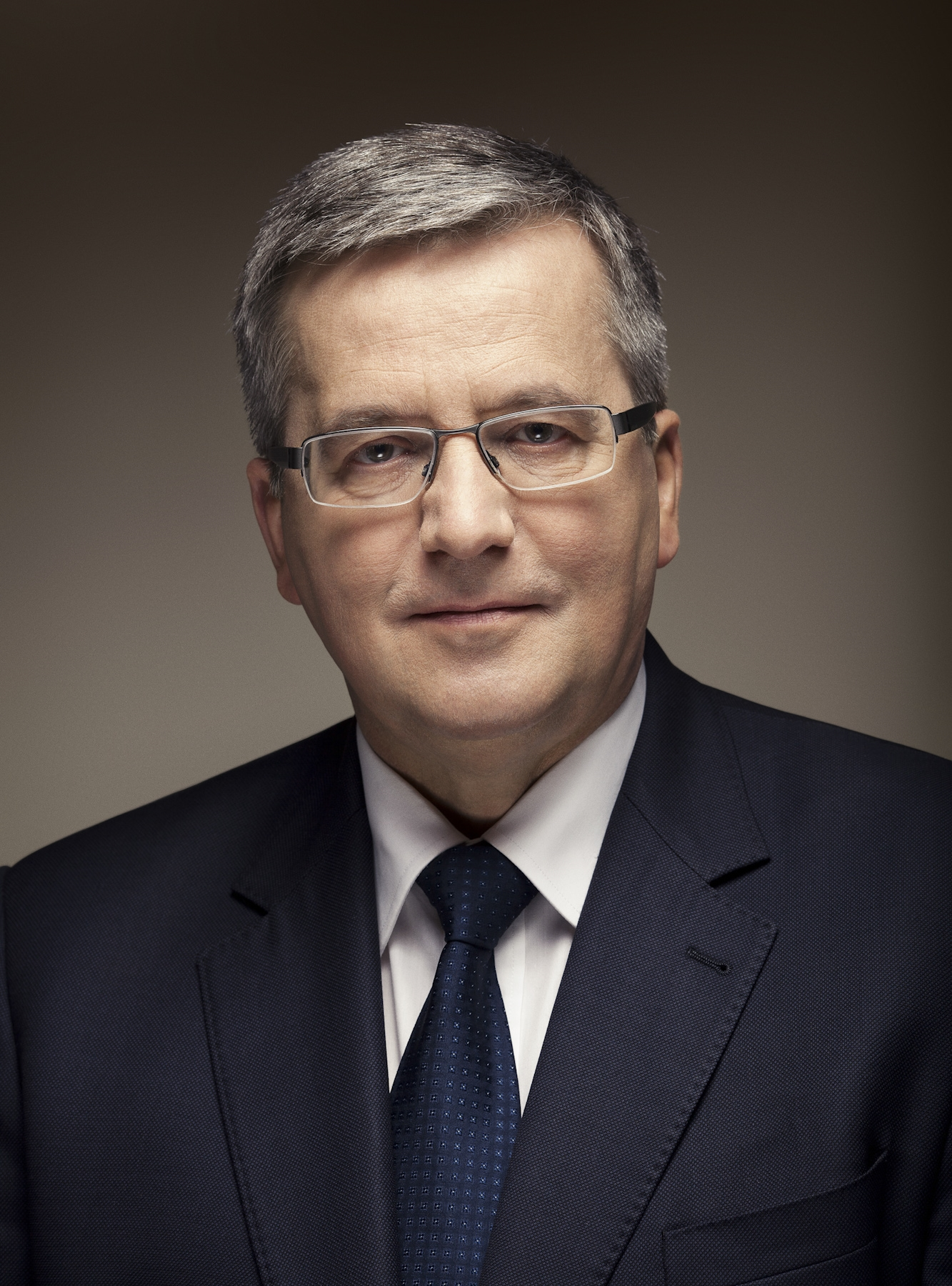